# Algoasaurus bauri
L'algoasauro (Algoasaurus bauri) deve il suo nome al fatto che i suoi resti sono stati ritrovati nella zona di Algoa Bay, nella Provincia del Capo, in Sudafrica.
Descritto da Robert Broom nei primi del Novecento, questo dinosauro è noto solo per resti frammentari, che includono un femore di 50 centimetri, risalenti al  Giurassico superiore (Titoniano) e Cretacico inferiore (Valanginiano).

## Classificazione
Malgrado la scarsa conoscenza di questo animale, è stato ipotizzato che appartenesse al gruppo dei sauropodi, i giganteschi dinosauri erbivori con collo e coda lunghi. L'algoasauro, però, sembrerebbe essere stato piuttosto piccolo rispetto alla media di questi erbivori, dal momento che doveva essere lungo solo 9 metri. Le affinità di questo animale sono state ricercate all'interno della famiglia dei camarasauridi o dei titanosauridi, anche se non c'è una chiara evidenza a supporto e recenti studi lo hanno considerato un sauropode nomen dubium.

## Specie tipo
La specie tipo, A. bauri, fu così definita da Robert Broom nel 1904 a partire da una vertebra, un femore e una falange. I fossili erano stati scoperti nel 1903 in una cava da alcuni operai che non si accorsero che si trattava di resti di dinosauro e pertanto li utilizzarono per farne dei mattoni, provocando così la loro distruzione. Doveva trattarsi di un esemplare lungo circa nove metri.